# Piłka nożna w Polsce (2012/2013)

## Piłka nożna w Polsce- sezon2012/2013
Zarząd PZPN na posiedzeniu w dniu 20 czerwca 2013 roku zatwierdził reformę II ligi. Od sezonu 2014/2015 rozgrywki w tej klasie rozgrywkowej toczyć się będą w jednej 18-zespołowej grupie. Zespoły, które w sezonie 2013/2014 II ligi zajmą miejsca 9–18 w tabeli każdej grupy, w następnym sezonie będą występować we właściwej terytorialnie grupie III ligi. Ponadto spadek każdej drużyny z I ligi, przynależnej terytorialnie do grupy wschodniej, powoduje spadek kolejnego zespołu do III ligi. Po zakończeniu rozgrywek III ligi w sezonie 2013/2014 do II ligi awansują dwa kluby wyłonione w meczach barażowych spośród mistrzów poszczególnych grup III ligi.
Dwa czołowe miejsca w końcowej tabeli premiowane będą awansem do I ligi.
| Nazwa                                             | Drużyna                                                                        |
| ------------------------------------------------- | ------------------------------------------------------------------------------ |
| Mistrz Polski                                     | Legia Warszawa                                                                 |
| Wicemistrz Polski                                 | Lech Poznań                                                                    |
| Zdobywca Pucharu Polski                           | Legia Warszawa                                                                 |
| Zdobywca Superpucharu Polski                      | Ekstraklasa SA podjęła decyzję o tym, że nie będzie meczu o Superpuchar Polski |
| Spadek z Ekstraklasy                              | GKS Bełchatów, Polonia Warszawa                                                |
| Mistrz w I lidze                                  | Zawisza Bydgoszcz                                                              |
| Awans do Ekstraklasy                              | Zawisza Bydgoszcz, Cracovia                                                    |
| Spadek z I ligi                                   | Okocimski KS Brzesko, Warta Poznań, Polonia Bytom, ŁKS Łódź                    |
| Mistrz w II lidze zachodniej                      | Energetyk ROW Rybnik                                                           |
| Awans do I ligi                                   | Energetyk ROW Rybnik, Chojniczanka Chojnice                                    |
| Spadek z II ligi zachodniej                       | MKS Oława, Elana Toruń, Tur Turek, Lech Rypin.                                 |
| Mistrz w II lidze wschodniej                      | Wisła Płock                                                                    |
| Awans do I ligi                                   | Wisła Płock, Puszcza Niepołomice                                               |
| Spadek z II ligi wschodniej                       | Resovia, Unia Tarnów, Siarka Tarnobrzeg                                        |
| Mistrz III ligi,gr.lubelsko-podkarpacka           | Stal Mielec                                                                    |
| Awans do II ligi wschodniej                       | Stal Mielec                                                                    |
| Spadek z III ligi                                 | Czarni 1910 Jasło, Orlęta Łuków, Unia Nowa Sarzyna                             |
| Mistrz III ligi,gr.łódzko-mazowiecka              | Legionovia Legionowo                                                           |
| Awans do II ligi wschodniej                       | Legionovia Legionowo                                                           |
| Spadek z III ligi                                 | Warta Sieradz, Włókniarz Zelów, Orzeł Wierzbica                                |
| Mistrz III ligi,gr.małopolsko-świętokrzyska       | Limanovia Limanowa                                                             |
| Awans do II ligi wschodniej                       | Limanovia Limanowa                                                             |
| Spadek z III ligi                                 | Lubań Maniowy, Czarni Połaniec, Szreniawa Nowy Wiśnicz                         |
| Mistrz III ligi,gr.podlasko-warmińsko-mazurska    | Olimpia Zambrów                                                                |
| Awans do II ligi wschodniej                       | Olimpia Zambrów                                                                |
| Spadek z III ligi                                 | Motor Lubawa, Warmia Grajewo, Orzeł Kolno                                      |
| Mistrz III ligi,gr.dolnośląsko-lubuska            | UKP Zielona Góra                                                               |
| Awans do II ligi zachodniej                       | UKP Zielona Góra                                                               |
| Spadek z III ligi                                 | Orzeł Ząbkowice Śląskie, Sprotavia Szprotawa, Orzeł Międzyrzecz                |
| Mistrz III ligi,gr.kujawsko-pomorsko-wielkopolska | Ostrovia 1909 Ostrów Wielkopolski                                              |
| Awans do II ligi zachodniej                       | Ostrovia 1909 Ostrów Wielkopolski                                              |
| Spadek z III ligi                                 | Górnik Konin, Piast Kobylin, Lubuszanin Trzcianka                              |
| Mistrz III ligi,gr.opolsko-śląska                 | Odra Opole                                                                     |
| Awans do II ligi zachodniej                       | Odra Opole                                                                     |
| Spadek z III ligi                                 | Polonia Głubczyce, Victoria Chróścice                                          |
| Mistrz III ligi,gr.pomorsko-zachodniopomorska     | Błękitni Stargard                                                              |
| Awans do II ligi zachodniej                       | Błękitni Stargard                                                              |
| Spadek z III ligi                                 | Polonia Gdańsk, Dąb Dębno, Gryf Słupsk                                         |
| Start w eliminacjach Ligi Mistrzów                | Legia Warszawa                                                                 |
| Start w Lidze Europejskiej                        | Lech Poznań, Śląsk Wrocław, Piast Gliwice                                      |
| Zwycięzca Młodej Ekstraklasy                      | Legia Warszawa (ME)                                                            |